# Ekene Ibekwe
Ekenechukwu Brian „Ekene“ Ibekwe  (* 19. Juli 1985 in Los Angeles, Kalifornien) ist ein gebürtiger US-amerikanischer Basketballspieler, der international für das Heimatland seiner Eltern Nigeria antritt. Nach dem Studium in seinem Geburtsland spielte Ibekwe professionell bis auf Afrika für Vereine auf allen Kontinenten, darunter auch in Deutschland für die Erstliga-Vereine Artland Dragons, BBC Bayreuth und Gießen 46ers. Als nigerianischer Nationalspieler war Ibekwe Teilnehmer an WM-Endrunden und auch an den einzigen beiden Olympiateilnahmen 2012 in London und 2016 in Rio der Nationalmannschaft beteiligt. In der Basketball-Bundesliga 2016/17 spielt Ibekwe für die Fraport Skyliners Frankfurt.

## Karriere
Ibekwe studierte an der University of Maryland, College Park und spielte für das Hochschulteam Terrapins ab 2003 in der NCAA Division I. In seinem Senior-Jahr 2007 erreichten die Terps, die 2002 noch Sieger der NCAA Division I Basketball Championship gewesen waren, die zweite Runde in der landesweiten Meisterschaft. Bereits 2005 wurde der talentierte Nachwuchsspieler in die nigerianische Basketballnationalmannschaft berufen, mit der er bei der Afrikameisterschaft 2005 in Algier die Bronzemedaille gewann. Nachdem die Auswahl im Halbfinale Titelverteidiger und Seriensieger Angola unterlegen war, bezwang man im „kleinen“ Finale Gastgeber Algerien, gegen die die Auswahl in der Vorrunde noch knapp mit einem Punkt Unterschied verloren hatte. Als Medaillengewinner nahm die nigerianische Nationalmannschaft ein Jahr später zum zweiten Mal in ihrer Geschichte an der WM-Endrunde 2006 teil. Im Auftaktspiel schlug man gleich Titelverteidiger Serbien und Montenegro, die vier Jahre zuvor noch als Bundesrepublik Jugoslawien angetreten waren, und erreichte nach einem weiteren Sieg im letzten Gruppenspiel über die Libanesen erstmals die Knockout-Runden im Achtelfinale. Hier unterlag man Vize-Europameister Deutschland um NBA-Starspieler Dirk Nowitzki knapp mit einem Punkt Unterschied 77:78. Ebenfalls nur einen Punkt weniger in diesem Spiel erzielte Talent Ibekwe mit individuellen 22 Punkten im direkten Vergleich zum sieben Jahren älteren Nowitzki, jedoch einen Rebound mehr und damit ein Double-Double. Im NBA Draft 2007 ein Jahr später blieb Ibekwe dennoch unberücksichtigt. Auch in den folgenden Jahren war er damit erfolglos, sich über Engagements in der NBA Summer League einen Saisonvertrag in der am höchsten dotierten US-amerikanischen Profiliga NBA zu sichern.
Nach seinem Studium unterschrieb Ibekwe einen Vertrag 2007 als Profi bei Hapoel Galil Elyon in der israelischen Ligat ha’Al. Der Vertrag wurde jedoch vor Saisonbeginn aufgelöst und er wechselte zum Ligakonkurrenten Hapoel Gilboa/Afula, wo er mit seinem erfahrenen Nationalmannschaftskameraden Tunji Awojobi zusammenspielte. Die wenig erfolgreiche Spielgemeinschaft der beiden Arbeitervereine, welche am Ende der Saison Tabellenletzter war und aufgelöst wurde, verließ Ibekwe zum Ende der Saison und wechselte in die zweite französische Liga LNB Pro B zu Basket Comté Doubs in Besançon. Der Verein gewann als Hauptrundenachter die Play-offs und sicherte sich damit den verbleibenden Aufstiegsplatz in die erste Liga. Ibekwe hingegen wechselte zur folgenden Saison in die Türkei und spielte in Konya für Selçuk Üniversitesi. Nach fünf aufeinanderfolgenden Niederlagen zum Saisonende rutschte der Verein noch auf den vorletzten Tabellenplatz ab und stieg aus der TBL ab. Nach einem Abstecher 2009 in der puerto-ricanischen Sommerliga Baloncesto Superior Nacional kehrte er in die Türkei zurück und spielte in der zweiten Liga.
Im August 2010 unterschrieb Ibekwe dann einen Vertrag bei den Artland Dragons in der deutschen Basketball-Bundesliga, welcher aber bereits im Dezember wieder beendet wurde. Nach einem Monatsvertrag im israelischen Aschkelon kehrte er im Februar 2011 bereits wieder in die BBL zurück und half dem Aufsteiger BBC Bayreuth beim Klassenerhalt in der höchsten deutschen Spielklasse, worauf sein Vertrag über Saisonende hinaus verlängert wurde. Obwohl er nur weniger als die Hälfte der Saisonspiele für den BBC absolvierte, wurde er bei einem Internetvoting zum BBC-Spieler des Jahres gekürt. Mehr als der Klassenerhalt war auch in der folgenden Saison nicht erreichbar. Mit der nigerianischen Nationalmannschaft hingegen konnte sich Ibekwe über ein zusätzliches Qualifikationsturnier für die Olympischen Spiele 2012 in London qualifizieren, wo man in der Vorrunde nach einem Sieg in fünf Spielen ausschied. Ibekwe, der in London nur zu drei Kurzeinsätzen gekommen war, wechselte anschließend für die darauffolgende Spielzeit 2012/13 in die spanische Liga ACB zum baskischen Verein Lagun Aro GBC in San Sebastián in der Provinz Gipuzkoa. Mit nur acht Saisonsiegen und abgeschlagen von den Plätzen, die den sportlichen Klassenerhalt bedeuteten, beendete die Mannschaft auf dem vorletzten Tabellenplatz die Saison, in der auch Ibekwe mit individuell durchschnittlich weniger als acht Punkten und fünf Rebounds pro Spiel eher hinter den Erwartungen zurückblieb. Zudem sorgte Ibekwe für einen Eklat, nachdem Vorwürfe des Spielers an den Verein öffentlich wurden, ihn trotz einer schwerwiegenden Verletzung weiter gespielt haben zu lassen. Nach dem Auskurieren der Verletzung bekam Ibekwe nach diesem Eklat erst ein Jahr später auf dem australischen Kontinent einen neuen Vertrag.
In der Saison 2014/15 konnte sich Ibekwe rehabilitieren, als er den New Zealand Breakers aus Auckland mit einem Buzzer Beater zum erneuten Titelgewinn in der gemeinsamen NBL von Australien und Neuseeland im „Grand Final“ über die Cairns Taipans verhalf. Im Sommer 2015 hatte Ibekwe erneut einzelne Einsätze in der BSN von Puerto Rico, wo er diesmal für die Atenienses aus Manatí spielte. Anschließend löste Ibekwe einen weiteren Vertrag in Australien bei Melbourne United auf und kehrte zu Beginn der Saison 2015/16 nach Europa zurück. Er spielte erneut in der deutschen Basketball-Bundesliga und erhielt nach der Verletzung von Neuzugang Maurice Pluskota einen Zwei-Monats-Vertrag beim Erstliga-Rückkehrer 46ers aus Gießen. Ibekwe spielte hier im Frontcourt zusammen mit seinen Landsleuten Suleiman Braimoh und schließlich auch Gabe Olaseni, der ebenfalls per Leihe nachverpflichtet wurde, worauf Ibekwes Vertrag trotz ordentlicher Leistungen nicht mehr verlängert wurde. Nach dem Jahreswechsel schloss sich Ibekwe Krasny Oktjabr aus Wolgograd in Russland an, mit denen er in der VTB United League 2015/16 jedoch nur den neunten Platz belegte und den Einzug in die Play-offs dieser supranationalen Liga verpasste. Nach dem frühzeitigen Saisonende in Russland ging Ibekwe ans Mittelmeer und spielte ab dem Mai 2016 im Libanon für den Club Sagesse aus Beirut erstmals auch für einen Verein aus dem Organisationsbereich der FIBA Asien, nachdem er in der Türkei noch innerhalb der FIBA Europa aktiv gewesen war. Nach zwölf Einsätzen für diesen Klub verlor die Mannschaft die Finalserie um die Meisterschaft gegen Titelverteidiger al-Riyadi, nachdem das sechste Spiel der Finalserie für den Meister gewertet wurde. Bei der erneuten Teilnahme an den Olympischen Spielen wurde Ibekwe in Rio 2016 bei allen fünf Vorrundenspielen durchschnittlich knapp 17 Minuten pro Spiel eingesetzt, konnte aber nicht verhindern, dass trotz eines einzelnen Sieges über Kroatien die nigerianische Auswahl nur Gruppenletzter wurde und erneut frühzeitig ausschied.
Nachdem zunächst Ende Juli 2016 der tschechische Serienmeister ČEZ Basketball aus Nymburk die Verpflichtung von Ibekwe bekannt gegeben hatte, verließ er diesen zu Saisonbeginn Mitte Oktober bereits wieder und wechselte zurück nach Deutschland, wo er in der Basketball-Bundesliga 2016/17 für die Fraport Skyliners aus Frankfurt am Main spielt.